# Horn Hill, Alabama
Horn Hill là một thị trấn thuộc quận Covington, tiểu bang Alabama, Hoa Kỳ. Dân số năm 2009 là 234 người, mật độ đạt 35 người/km².